# Världsmästerskapen i skidorientering 1982
Världsmästerskapen i skidorientering 1982 avgjordes i Aigen im Ennstal i Österrike den 8-12 februari 1982. 

## Medaljörer[1]

### Herrar

#### Distans
1. Olavi Svanberg,  Finland, 1:39.58
2. Pertti Tikka,  Finland, 1:40.07
3. Sigurd Dähli,  Norge, 1:43.15

#### Stafett
1. Sverige (Magnus Löfstedt, Claes Berglund, Stefan Persson, Jan-Erik Thorn), 3:11.33
2. Norge (Finn Kinneberg, Tore Sagvolden, Morten Berglia, Sigurd Dähli), 3:13.43
3. Finland (Veli-Matti Pellinen, Matti Väisänen, Pertti Tikka, Olavi Svanberg), 3:16.31

### Damer

#### Distans
1. Arja Hannus,  Sverige, 1:15.53
2. Mirja Puhakka,  Finland, 1:17.22
3. Sirpa Kukkonen,  Finland, 1:18.34

#### Stafett
1. Sverige (Ulla Klingström, Susanne Lindgren, Arja Hannus), 2:20.37
2. Finland (Sinikka Kukkonen, Sirpa Kukkonen, Mirja Puhakka), 2:29.01
3. Norge (Ranveig Narbuvold, Sidsel Owren, Toril Hallan), 2:44.01